# 레날 드누에
레날 드누에(프랑스어: Raynald Denoueix dənwɛ[*], 1948년 5월 14일, 노르망디 지방 루앙 ~)는 프랑스의 축구 감독이자 전 수비수이다.

## 선수 경력
드누에는 노르망디 지방 센-마리팀 주 루앙 출신으로, 선수 시절 전부를 낭트에서 보냈다.

## 감독 경력
은퇴 후 그는 감독일을 시작하였는데, 처음 지휘봉을 잡은 곳은 구단의 유소년부였다. 유소년부 감독 시절, 그는 디디에 데샹과 마르셀 드사이와 같은 선수들을 발굴해냈다. 장-클로드 수오도 감독이 은퇴하면서, 그는 1군 감독으로 승격되었고, 2000-01 시즌에 디비시옹 1 우승을 거두었다. 그러나 이듬해 그는 리그 1에서 성적 부진으로 해임되었다. 2002년, 그는 레알 소시에다드 지휘봉을 잡아 바스크 연고 구단을 2002-03 시즌에 라 리가 준우승으로 이끌었다.

## 수상

### 선수
낭트
- 디비시옹 1: 1972–73, 1976–77
- 쿠프 드 프랑스: 1978–79

### 감독
낭트
- 디비시옹 1: 2000–01
- 쿠프 드 프랑스: 1998–99, 1999–2000
- 트로페 데 샹피옹: 1999, 2001

### 개인
- 디비시옹 1 올해의 감독: 2000–01[1]
- 라 리가 돈 발론 올해의 감독: 2002–03